# Cascabela pinifolia
Cascabela pinifolia là một loài thực vật có hoa trong họ La bố ma. Loài này được (Standl. & Steyerm.) L.O.Alvarado & Ochot.-Booth mô tả khoa học đầu tiên năm 2007.